# Cincinnati Open 2020
Il Cincinnati Open 2020 (conosciuto anche come Western & Southern Open 2020 per motivi di sponsorizzazione) è stato un torneo di tennis giocato sul cemento. È stata la 119ª edizione del torneo maschile e la 89ª di quello femminile, che fece parte della categoria ATP Tour Masters 1000 nell'ambito dell'ATP Tour 2020, e della categoria Premier 5 nell'ambito del WTA Tour 2020. È stato il primo torneo ATP dopo la sospensione del tour a causa della pandemia di COVID-19.
Sia il torneo maschile che quello femminile si sono giocati al USTA Billie Jean King National Tennis Center di New York, invece che nel consueto Lindner Family Tennis Center di Mason, vicino a Cincinnati, in Ohio negli Stati Uniti, per evitare eccessivi spostamenti dei giocatori in vista degli US Open che si sarebbero disputati nella stessa sede. Il torneo si è svolto dal 22 al 29 agosto 2020.

## Partecipanti ATP

### Teste di serie
| Nazionalità | Giocatore             | Ranking* | Testa di serie |
| ----------- | --------------------- | -------- | -------------- |
| Serbia      | Novak Đoković         | 1        | 1              |
| Austria     | Dominic Thiem         | 3        | 2              |
| Russia      | Daniil Medvedev       | 5        | 3              |
| Grecia      | Stefanos Tsitsipas    | 6        | 4              |
| Germania    | Alexander Zverev      | 7        | 5              |
| Italia      | Matteo Berrettini     | 8        | 6              |
| Belgio      | David Goffin          | 10       | 7              |
| Spagna      | Roberto Bautista Agut | 12       | 8              |
| Argentina   | Diego Schwartzman     | 13       | 9              |
| Russia      | Andrey Rublëv         | 14       | 10             |
| Russia      | Karen Chačanov        | 15       | 11             |
| Canada      | Denis Shapovalov      | 16       | 12             |
| Cile        | Cristian Garín        | 18       | 13             |
| Bulgaria    | Grigor Dimitrov       | 19       | 14             |
| Canada      | Félix Auger-Aliassime | 20       | 15             |
| Stati Uniti | John Isner            | 21       | 16             |

* Ranking al 16 marzo 2020.

### Altri partecipanti
I seguenti giocatori hanno ricevuto una wild card per il tabellone principale:
- Andy Murray
- Tommy Paul
- Tennys Sandgren
- Frances Tiafoe

Il seguente giocatore è entrato in tabellone con il ranking protetto:
- Kevin Anderson

I seguenti giocatori sono passati dalle qualificazioni:

- Aljaž Bedene
- Ričardas Berankis
- Salvatore Caruso
- Márton Fucsovics
- Marcos Giron
- Norbert Gombos
- Lloyd Harris
- Sebastian Korda
- Mackenzie McDonald
- Cameron Norrie
- Emil Ruusuvuori
- Jeffrey John Wolf

### Ritiri
Prima del torneo
- Nick Kyrgios → sostituito da  Kyle Edmund
- Rafael Nadal → sostituito da  Sam Querrey
- Kei Nishikori → sostituito da  Lorenzo Sonego
- Guido Pella → sostituito da  Aleksandr Bublik
- Albert Ramos Viñolas → sostituito da  Richard Gasquet

Durante il torneo
- Reilly Opelka
- Benoît Paire

## Partecipanti WTA

### Teste di serie
| Nazionalità | Giocatrice          | Ranking* | Teste di serie |
| ----------- | ------------------- | -------- | -------------- |
| Rep. Ceca   | Karolína Plíšková   | 3        | 1              |
| Stati Uniti | Sofia Kenin         | 4        | 2              |
| Stati Uniti | Serena Williams     | 9        | 3              |
| Giappone    | Naomi Ōsaka         | 10       | 4              |
| Bielorussia | Aryna Sabalenka     | 11       | 5              |
| Rep. Ceca   | Petra Kvitová       | 12       | 6              |
| Stati Uniti | Madison Keys        | 13       | 7              |
| Regno Unito | Johanna Konta       | 15       | 8              |
| Kazakistan  | Elena Rybakina      | 17       | 9              |
| Rep. Ceca   | Markéta Vondroušová | 18       | 10             |
| Stati Uniti | Alison Riske        | 19       | 11             |
| Estonia     | Anett Kontaveit     | 20       | 12             |
| Grecia      | Maria Sakkarī       | 21       | 13             |
| Belgio      | Elise Mertens       | 22       | 14             |
| Croazia     | Donna Vekić         | 24       | 15             |
| Ucraina     | Dajana Jastrems'ka  | 25       | 16             |

* Ranking al 17 agosto 2020.

### Altre partecipanti
Le seguenti giocatrici hanno ricevuto una wild card per il tabellone principale:
- Kim Clijsters
- Catherine McNally
- Naomi Ōsaka
- Sloane Stephens
- Venus Williams

Le seguenti giocatrici sono passate dalle qualificazioni:

- Catherine Bellis
- Océane Dodin
- Leylah Fernandez
- Kirsten Flipkens
- Anna Kalinskaja
- Ann Li
- Christina McHale
- Jessica Pegula
- Laura Siegemund
- Jil Teichmann
- Vera Zvonarëva
- Arantxa Rus

La seguente giocatrice è entrata in tabellone come lucky loser:
- Dar'ja Kasatkina

### Ritiri
Prima del torneo
- Belinda Bencic → sostituita da  Alizé Cornet
- Kiki Bertens → sostituita da  Alison Van Uytvanck
- Kim Clijsters → sostituita da  Dar'ja Kasatkina
- Fiona Ferro → sostituita da  Viktoryja Azaranka
- Svetlana Kuznecova → sostituita da  Ajla Tomljanović
- Garbiñe Muguruza → sostituita da  Bernarda Pera
- Barbora Strýcová → sostituita da  Kateřina Siniaková

Durante il torneo
- Naomi Ōsaka

## Punti
| Evento              | V    | F   | SF  | QF  | 3T   | 2T  | 1T | Q    | Q2   | Q1   |
| Singolare maschile  | 1000 | 600 | 360 | 180 | 90   | 45  | 10 | 25   | 16   | 0    |
| Doppio maschile     | 1000 | 600 | 360 | 180 | N.D. | 45  | 0  | N.D. | N.D. | N.D. |
| Singolare femminile | 900  | 585 | 350 | 190 | 105  | 60  | 1  | 30   | 20   | 1    |
| Doppio femminile    | 900  | 585 | 350 | 190 | N.D. | 105 | 1  | N.D. | N.D. | N.D. |

## Montepremi
| Evento              | V        | F        | SF       | QF      | 3T      | 2T      | 1T      | Q2      | Q1     |
| Singolare maschile  | $285 000 | $185 015 | $124 000 | $98 500 | $73 250 | $43 450 | $24 560 | $12 595 | $6 655 |
| Singolare femminile | $285 000 | $152 999 | $75 000  | $43 000 | $22 000 | $14 200 | $11 000 | $5 000  | $3 000 |
| Doppio maschile     | $80 000  | $68 000  | $55 000  | $41 000 | N.D.    | $24 320 | $12 910 | N.D.    | N.D.   |
| Doppio femminile    | $85 000  | $45 000  | $25 000  | $15 000 | N.D.    | $9 860  | $4 500  | N.D.    | N.D.   |

## Campioni

### Singolare maschile
Novak Đoković ha sconfitto in finale  Milos Raonic con il punteggio di 1-6, 6-3, 6-4.
- È l'ottantesimo titolo in carriera per Djokovic, il terzo della stagione.

### Singolare femminile
Viktoryja Azaranka ha vinto il torneo a seguito del ritiro di  Naomi Ōsaka.
- È il ventunesimo titolo in carriera per Azarenka, il primo della stagione.

### Doppio maschile
Pablo Carreño Busta e  Alex de Minaur hanno sconfitto in finale  Jamie Murray e  Neal Skupski con il punteggio di 6–2, 7–5.

### Doppio femminile
Květa Peschke e  Demi Schuurs hanno sconfitto in finale  Nicole Melichar e  Xu Yifan con il punteggio di 6–1, 4–6, [10–4].